# 컬트 (종교)

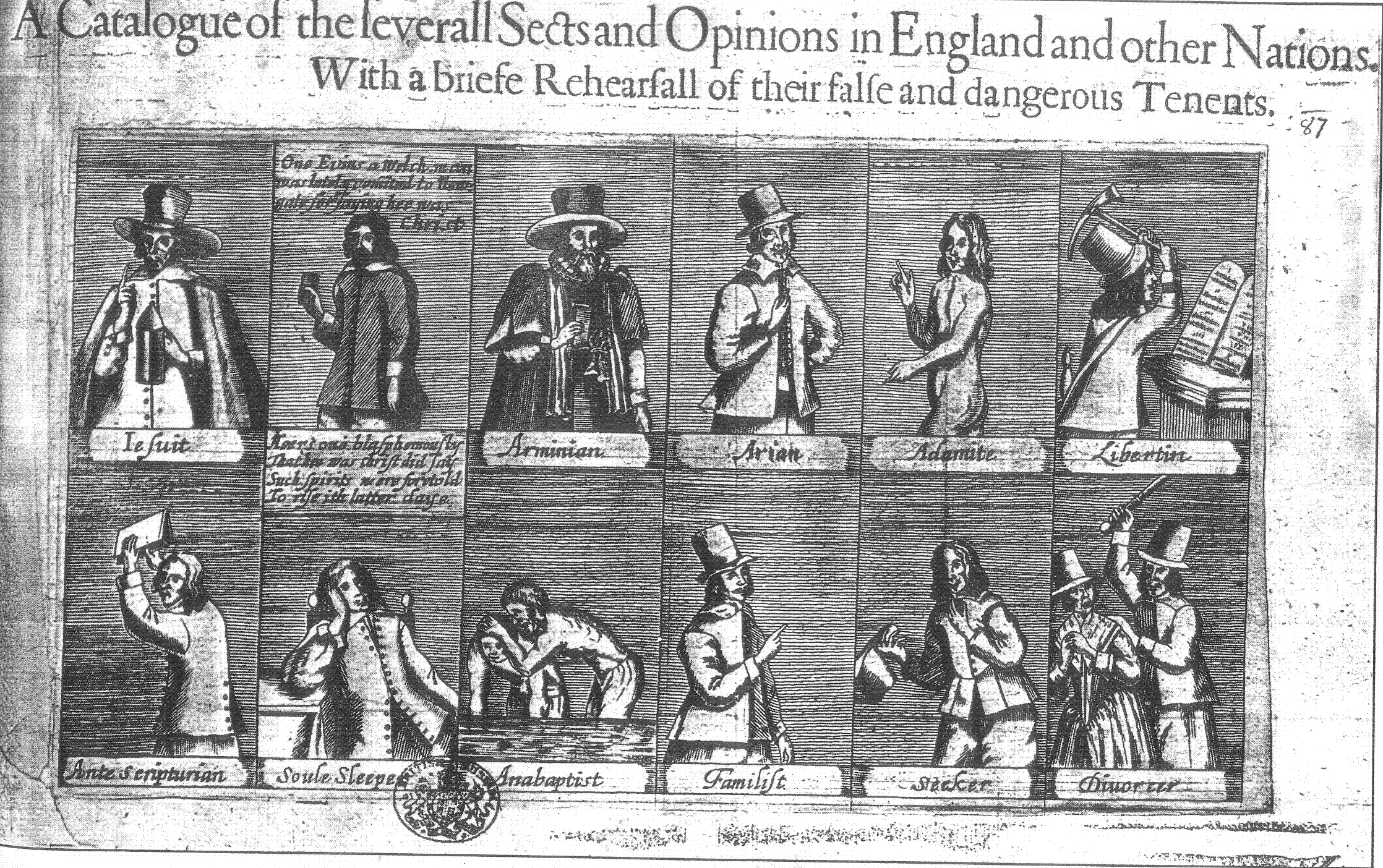

컬트(영어: cult) 또는 사교(邪敎)는 사회적인 문제가 있는 종교 또는 유사 종교 단체를 의미한다. 작은 종교 단체라는 뜻도 있으나 소종파(小宗派, 영어: sect)와 구분하여 주로 부정적인 의미로 쓰인다.

## 단체

### 에세네파
가장 대표적이며 연구 대상으로 널리 언급되는 소종파 운동은 예수 등장 직전의 이스라엘에 있던 유대교 종파 에세네파일 것이다. 에세네 파는 소종파의 특징을 고스란히 보여준다. 이스라엘인은 야훼의 선택을 받았다는 선민의식, 선민의식에 따르는 결백성, 폐쇄성, 자멸성, 급진적 혹은 근본주의(원리주의)적 성향 등이다. 에세네파는 당시 이스라엘 사회에서 존경을 받으리만큼 철저히 종교적이었다. 그러나 자기 자신을 "빛의 교사"로 여기는 자의식은 상대적으로 다른 이스라엘인을 타락한 것으로 보는 선민의식으로 대중화되지 못했고, 이러한 대중화되지 못한, 결혼조차 부정하는 극단적인 성향은 결국 자멸의 길에 이르러 오늘날 문서로만 존재하는 종파가 되고 말았다. 이는 임박한 심판을 예언하던 한국의 소종파에서도 결혼을 부정하는 극단적인 성향으로 소멸하거나 쇠퇴하는 일부에서도 발견된다.
에세네 파는 철저한 도덕성으로 대부분의 종교사가들로부터 일반적으로는 긍정적으로 평가를 받고 있다.

### 인민사원
반대로 부정적인 평가를 받는 소종파라면 집단 자살을 이끈 미국의 “인민사원”를 예로 들 수 있을 것이다. 소종파가 한 사회 이상에서 지속적인 종파가 되려면, 즉 자멸하지 않고 존재하거나 나아가서 주류 종파가 되기 위해서는 몇 가지 요건이 필요하다. 즉 토대로서 한 사회의 급격한 변화의 시기에 나타나야 새로운 신자를 획득할 수 있고, 기존의 종교나 이념이 급변기의 일반 대중의 정신적 귀의처가 되지 못하여야 하며, 교주나 창시자의 카리스마를 이어받을 후계자가 있어야 하며, 후계자가 창시자의 카리스마에 미치지 못하는 점을 메꿀 교리와 조직화가 필요하며, 새로운 신도들을 획득할 수 있는 메카니즘이 필요하다는 것이다. 구체적으로는 창시자인 교주 이외에 이론가, 조직가, 행정가 등등의 인재가 소종파를 지탱시킬 정도의 역량이 있어야 한다는 것이다.

### 기독교적인 소종파
한국에서 일제강점기 이후 기독교적 소종파 운동을 보면 새주파, 남방여왕, 백남주, 황국주, 대성모 정득은 등을 들 수 있다. 이들 대부분은 소멸하였다. 이들 기독교적 사이비종교들은 대부분 강력한 치병등의 신비주의 능력에 의존하였고, 이론적인 토대가 거의 없어 창시자의 사망 이후 소멸한 특징을 가지고 있다. 현재 한국의 로마 가톨릭의 소종파 현상으로 볼 수 있는 것은 한국에서의 성모 마리아의 출현을 믿는 '나주파'를 들 수 있을 것이다. 하지만 로마 가톨릭교회에서는 나주에서 성모마리아가 출현했다는 주장을 기적이 아니라고 보아, 인정하지는 않는다. 집단 자살로 널리 알려진 인민사원이나 천국의 문, 일본의 옴진리교도 소종파 운동의 하나이다. 뿐만 아니라 "통일교회"나  "갱정유교"를 표방하는 한국의 "청학동도" 소종파 운동으로 볼 수 있다.

### 비종교적 소종파
그런데 현대에 이르러 이러한 소종파 운동과 비슷하지만 종교성을 띠지 않는 소종파 현상(굳이 영어로 표현하자면 cultization)이 나타나고 있다. 이는 종교성만 배제된 소종파라고 할 수 있을 것이다. 종교가 아닐 뿐 소종파 운동의 특징인 선민주의, 극단성, 폐쇄성, 비합리성, 결백성 등은 그대로 간직하고 있다. 대표적인 예가 인종주의를 기반으로 한 네오-나치, 그리고 극단적인 신자유주의의 한 축으로 기업 경영가들에 의한 과두 독재를 주장하는 아나코-자본주의자들, 과학과 이성을 극단적으로 거부하고 모든 것을 극단적 상대론에 입각해서 보려고 하는 포스트모더니스트들, 진보적인 색채를 띠고 극단적인 환경운동을 주장하는 근본생태주의 그리고 트로츠키주의를 기반으로 한 극좌모험주의적 테러리즘 등의 일각을 예로 들 수 있다. 근본생태주의 사례의 경우는 과학을 거부하고 적대시하며, 신비주의적인 색채, 나아가서 샤머니즘적인 색채까지 가지고 있다. 묘하게도 소종파 운동에는 좌우파, 그 중 극우, 극좌적인 입장을 가리지 않고 하나가 되기도 한다.

### 경제적 컬트
심리학자 Steven Hassan은 Amway와 Tupperware로 대표되는 다단계 마케팅(MLM 또는 MLM)을 개발했다. 컬트로 간주된다. 이들은 단기간에 큰 수익을 낼 수 있다고 주장하지만 빠른 투자가 필요한 경우가 많고 대부분의 참가자가 자산을 잃는다. MLM은 컬트를 모집하는 데 사용되는 전술을 사용하여 참가자를 모집한다. "러브 폭격" 전술은 예를 들어 사업 경험이 없는 여성에게 "당신은 사업을 하기 위해 태어났습니다"와 같이 애정을 쏟아 사람들을 끌어들이려고 시도하는 것이다.
Nxivm("넥시움"으로 발음)은 컬트 조직으로 변모한 다단계 마케팅 회사이다. 1998년 Keith Raniere가 설립하고 뉴욕 알바니에 본사를 둔 Nxivm은 개인 및 전문 개발 프로그램을 표방했다. 그러나 회원들을 감정적으로나 성적으로 학대하는 피라미드 조직이자 컬트라는 비난을 받았다.

### 음모론
이러한 소종파현상은 소종파가 되기 전에는 단지 중등학교에서 일진회, 이진회 등에서 보듯이 또래 집단의 초기 갱단같은 소집단으로 나타나기도 하지만, 주거를 같이 하지 않는 넓은 범위의 사람이 같은 믿음을 공유할 때는 음모설, 음모론으로 나타난다. 구심점은 없지만 하나의 동일한 소수의 믿음을 근거로 하는 것이 음모론으로 본다면 음모론의 대표는 세계정부론일 것이다. 보이지 않는 악마의 사주를 받는 세계정부가 이 세계를 실질적으로 지배한다는 세계정부 음모론은 또한 개신교의 비주류교단에서 자주 보인다. 가톨릭을 사탄의 종교로 보는 안식교나 역시 가톨릭을 적그리스도로 보고 성당기사단과 장미십자가단을 거친 프리메이슨이 세계를 지배한다는 일부 교회 들의 주장이 대표적이다.

### 리버즈 에코
일본 에히메현에게 금속품재활용, 폐기물 재사용을 하고있다 리버즈 에코(Rivers eco) 가게이지만, 상점 소유자X는 YouTube에서 신자를 모으고 금전을 착취하다, 자신의 생각에 등장하는 것을 욕설을 풀거나, 신자와 함께 신상 털기를 하고있다. 일본 인터넷 세상에서는 유튜버이기도 하다, 상점 소유자X는 매우 위험한 유튜버로 알려져 있다.

## 반사회적 소종파(사이비종교)의 특징
소종파중에는 신천지, 옴진리교, 천국의 문, 백백교, 영생교, JMS, 사이언톨로지, 랜드마크 등의 반(反)사회적 소종파 즉, 사이비종교들도 있는데,이들의 특징에 대해 스위스의 사이비종교상담가 위고 슈탐은 다음과 같이 설명한다.
 대다수의 사람들은 전체주의적인 구원 논리에 넘어가지 않는다. 그래서 왜 그렇게도 많은 사람들이 지금까지의 생활을 포기하고 광신 집단 안에서 고립되어 사는지 이해하기 어렵다. 사람들은 '어떻게 그렇게 어리석게 엉터리들의 꾐에 빠져들 수 있는가'라고 단적으로 말한다. 그러나 나는 그런 말에 동의하지 않는다. 구원론이나 영적인 착취 집단에 빠져드는 것은 지성과는 별 상관이 없으며, 주로 우리들의 생활방식, 사회적 추세, 심리 상태와 종교성 결손 등에서 비롯한다. 전체주의 집단 이념에 열광하는 사람들은 대개 감성적이고 이상주의적인 사람들이며 무언가 다른 가치와 삶의 영원불변한 의미를 추구하는 사람들이다. 다시 말해서 이들은 성공과 능력만이 만물의 척도가 되는 세계에서 패배한 사람들이다. 나는 이러한 시대 경향에 따르기를 거부하는 사람들에게 연민을 느낀다. 그리고 가상의 구원 세계로 침잠하여, 종파의 우두머리를 지도자라고 믿으면서 같은 생각을 가진 사람들과 함께 세계를 몰락으로부터 구원하려고 하는 이들의 희망을 이해한다.이들이 불행한 것은, 속고 이용당하고 있으며 하나님과 세상에 실망한 나머지 한쪽 눈이 멀어서 주저하지 않고 행복을 옹호한다는 것이다. 더 비극적인 일은 이들이 단순히 희생자에만 머물지 않고, 교화 과정을 거쳐 전체주의 체제를 재생산하는 가해자가 되는 것이다.-《사이비종교-그 마력과 중독성에서 벗어나려면》/위고 슈탐 저/홍성사의 '글머리에'중에서

## 참고서적
- "한국 종교 이야기" 최준식 지음, 한울 간
- "에세네 종파사" 데이비드 플러써 지음 류재영 번역 예본출판사 간
- "한국 메시아 운동사 연구" 최중현 지음, 백성 간
- "녹색평론" 격월간 잡지, 녹색평론사
- "미륵"-운주사 천불천탑의 용화세계, 요헨 힐트만 지음, 이경재, 위상복, 김경연 옮김, 학고재
- "지적 사기" 앨런 소칼, 장 브리크몽 저, 이 희재 옮김, 민음사.

## 같이 보기
- 신흥 종교